# Matías Usero Torrente
Matías Usero Torrente (Ferrol, 1875-Ferrol, 21 de agosto de 1936) fue un sacerdote secularizado, escritor, periodista y político español.

## Biografía
Nació en 1875 en la localidad coruñesa de Ferrol, en Galicia. Inicialmente ejerció el sacerdocio —el cual compaginó durante un tiempo con la afiliación a la masonería, a la que se adhirió en 1916— sin embargo renunciaría a él en fecha indeterminada. Llegó a Puerto Rico en 1910 y allí adoptó el espiritismo, aunque en 1911 retornó a España, donde se habría arrepentido de su apostasía.

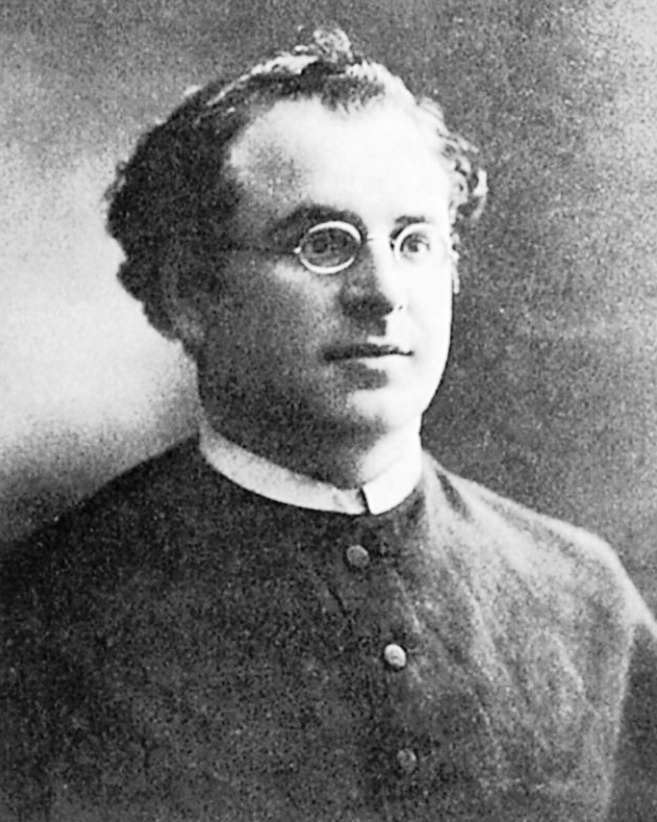
Matías Usero Torrente

En 1930 decidió ingresar en el Partido Socialista Obrero Español, el cual sin embargo abandonaría pronto por mantener discrepancias respecto a la colaboración de la formación con los políticos republicanos y por el abandono de su carácter revolucionario. Criticó la Constitución de 1931 por ser demasiado indulgente con la Iglesia católica. Era de la opinión de que los primeros cristianos «formaban una fraternidad comunista y libre, un poco anárquica y federal», pero que sin embargo la Iglesia habría roto este espíritu inicial, desviándose del camino; además sostenía la idea de que la Iglesia católica habría sido «inspiradora» de todos los fascismos. Falleció en su ciudad natal el 18 de agosto de 1936, fusilado en la zona controlada por el bando sublevado tras el estallido de la Guerra Civil Española.
Considerado un autor anticlerical y masón, fueron suyas obras como Democracia y cristianismo (1930), Jesuitismo y masonería (1932), Concepción Arenal: heterodoxa, liberal, librepensadora, hereje (1933), Las religiones del mundo desenmascaradas (1933), La Iglesia católica y su política (1934), Mi respuesta al P. Tusquets (1934) y La religión de la humanidad. A lo largo de su vida colaboró en publicaciones como El Correo, La Tribuna, El Sol, La Voz, Cuadernos de Cultura, Boletín del Grande Oriente Español y Orto.